# Pohanská
Pohanská je národní přírodní rezervace v Malých Karpatech. Nachází se v katastrálním území obce Plavecké Podhradie v okrese Malacky v Bratislavském kraji na Slovensku. Vyhlášena byla v roce 1980 a její rozloha je  128,93 hektaru. Předmětem ochrany jsou suchomilná a teplomilná rostlinná a živočišná společenstva na vápencích s krasovými jevy. Rezervace je součástí geomorfologického podcelku Pezinské Karpaty.